# Namhansanseong (métro de Séoul)
Namhansanseong  (en coréen : 남한산성입구역) est une station de passage de la ligne 8 du métro de Séoul. Elle est située, 4769 Dandae-dong, dans l'arrondissement de Sujeong-gu, sur le territoire de la ville de Seongnam, située au sud-est de Séoul, en Corée du Sud.

## Situation sur le réseau

Plan du réseau (2023)

## Services aux voyageurs

### Desserte

Installations
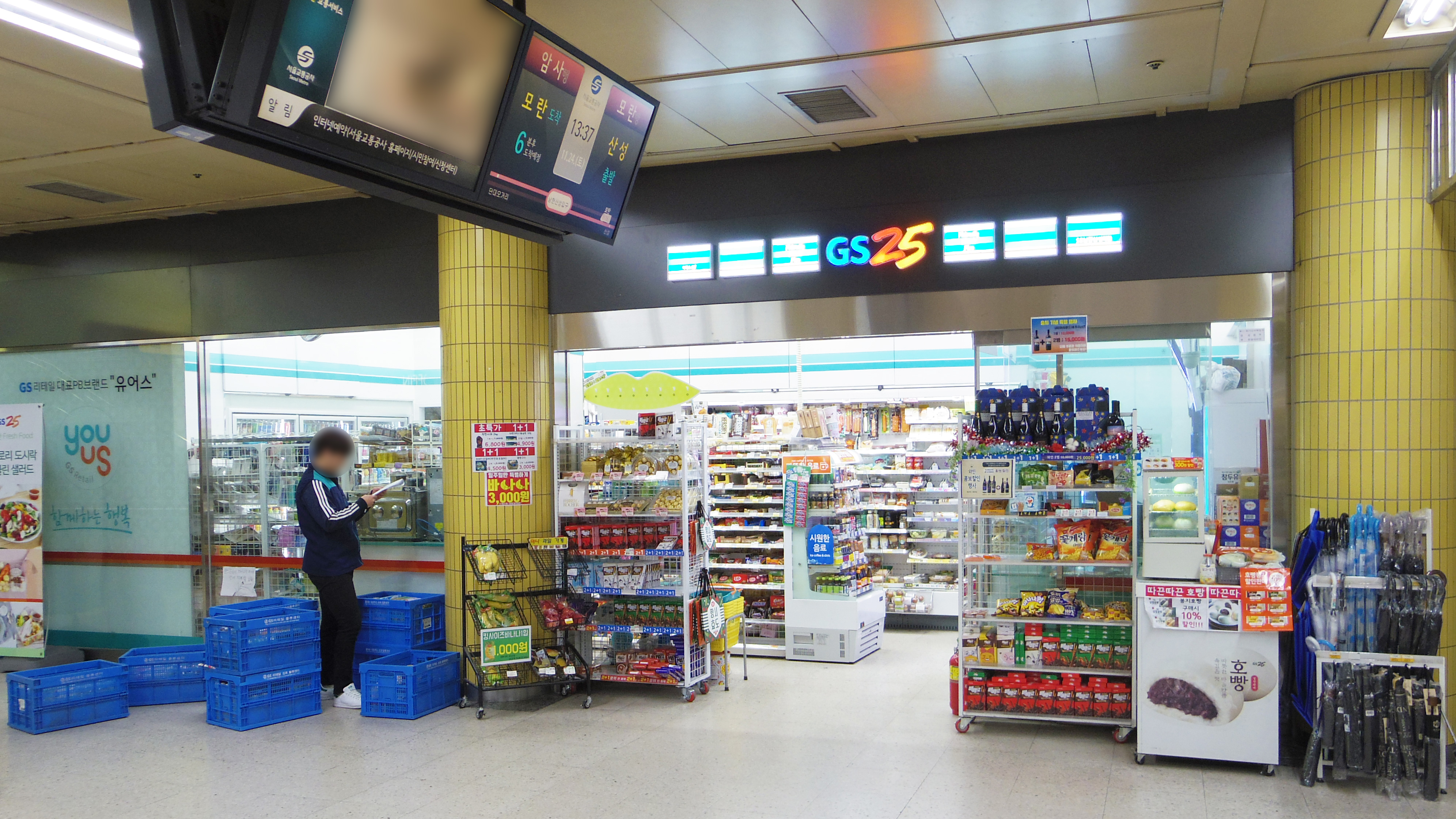
En 2018.
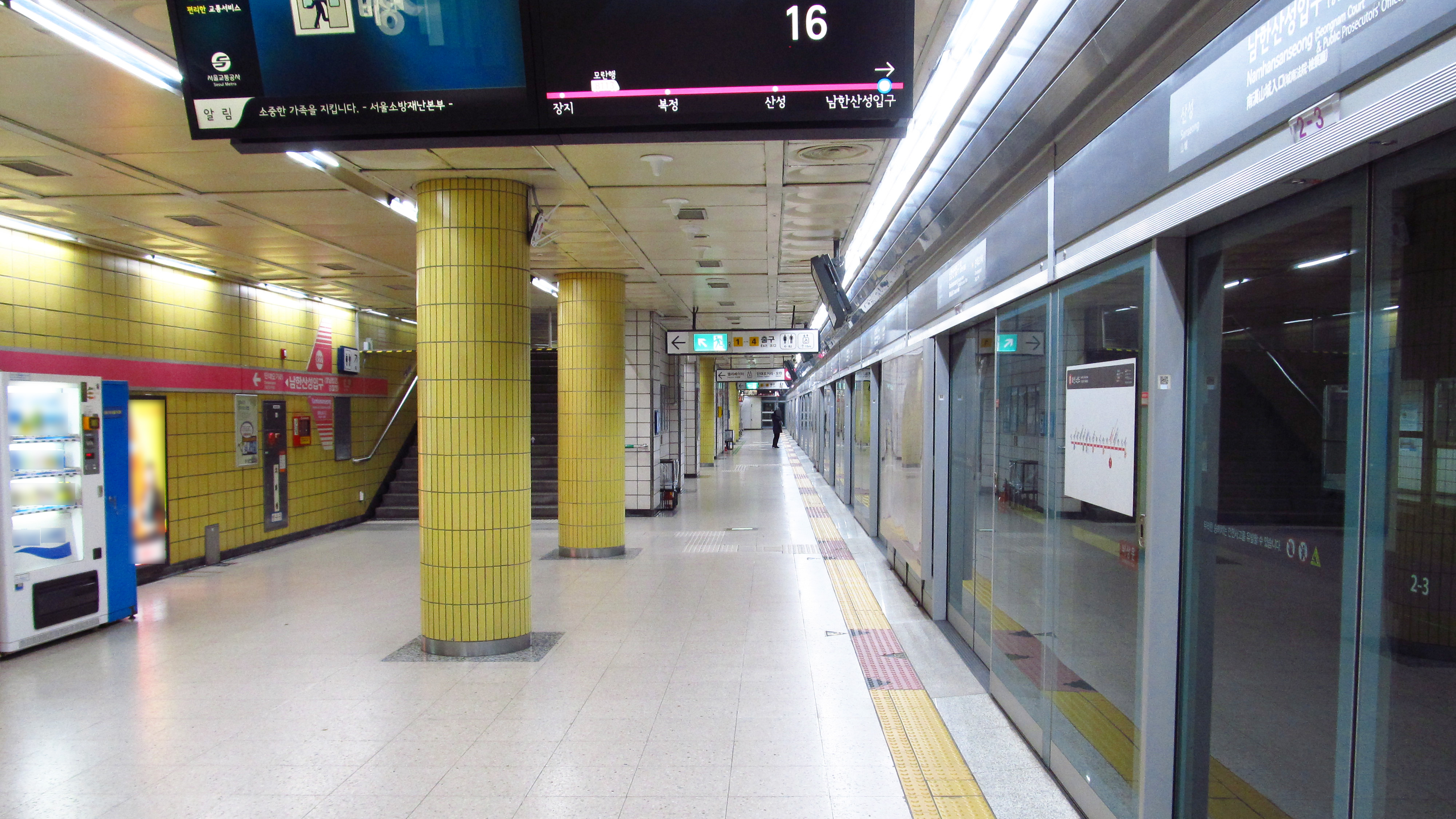
En 2018.